# Pier Francesco Meglia
Pier Francesco Meglia (ur. 3 listopada 1810 w Santo Stefano al Mare, zm. 31 marca 1883 w Rzymie) – włoski kardynał.

## Życiorys
Urodził się 3 listopada 1810 roku w Santo Stefano al Mare, jako syn Stefana Meglii i Marii Cateriny Garibaldi. Studiował na La Sapienzy, gdzie uzyskał doktorat utroque iure. 24 września 1836 roku przyjął święcenia kapłańskie. 22 września 1864 roku został tytularnym arcybiskupem Damaszku, a trzy dni później przyjął sakrę. Sprawował funkcję nuncjusza w Meksyku (1864–1866), Bawarii (1866–1874) i Francji (1874–1879). 19 września 1879 roku został kreowany kardynałem prezbiterem i otrzymał kościół tytularny Santi Silvestro e Martino ai Monti. Zmarł 31 marca 1883 roku w Rzymie.